# Supermarine Type 224
El Supermarine Type 224 fue un caza monoplano de ala de gaviota británico diseñado por R.J. Mitchell de Supermarine, en respuesta a la Especificación F.7/30 del Ministerio del Aire, que buscaba introducir un nuevo caza para suceder al Gloster Gauntlet. El Type 224 estaba propulsado por un motor Rolls-Royce Goshawk, que utilizaba un sistema de refrigeración por evaporación experimental.
Los problemas con el sistema de refrigeración, combinados con su decepcionante rendimiento durante las pruebas, llevaron a que el Ministerio del Aire rechazara el Type 224, y el contrato para la producción del avión finalmente recayera en el Gloster Gladiator. Sin embargo, el modelo es notable porque Mitchell aprendió lecciones de su diseño que contribuirían a su éxito con el Supermarine Spitfire.

## Diseño y desarrollo

### Especificación F.7/30 del Ministerio del Aire
La Especificación F.7/30 del Ministerio del Aire, que se desarrolló a partir del O.R. 1 (Requerimiento Operativo 1), se emitió formalmente a la industria aeronáutica británica en octubre de 1931, y solicitaba un caza diurno y nocturno totalmente metálico armado con cuatro ametralladoras, una velocidad máxima y un régimen de ascenso elevados, y una velocidad de aterrizaje de menos de 97 km/h. Se destacó la importancia de una buena visibilidad desde la cabina. Aunque se permitía el uso de cualquier motor adecuado, el Ministerio del Aire expresó su preferencia por el Rolls-Royce Goshawk, que todavía se encontraba en desarrollo. Los diseños presentados según las especificaciones procedieron de Bristol, Hawker, Westland, Blackburn y Supermarine.
De las propuestas presentadas por los constructores de aeronaves británicos, tres fueron seleccionadas oficialmente para producir prototipos para el Ministerio del Aire: Supermarine (el Type 224), Blackburn (Blackburn F.3) y Westland (Westland F.7/30). A Hawker le rechazaron sus diseños biplano y monoplano, pero construyó el Hawker P.V.3, con financiación privada; de manera similar, a Bristol le rechazaron tres diseños y construyó tanto el biplano Bristol Type 123 como el Bristol Type 133 (un monoplano) con su propio dinero. Gloster no había presentado una propuesta porque estaban trabajando en el Gloster Gauntlet, pero luego construyó su proyecto privado Gloster SS.37 utilizando técnicas de construcción Hawker para mejorar el diseño del primero.
Como resultado del éxito de Supermarine durante los concursos en el Trofeo Schneider, el diseñador jefe de la firma, R.J. Mitchell, confiaba en que podía diseñar un caza de alta velocidad. Menos de cuatro meses después de recibir la especificación, Supermarine presentó un diseño monoplano, el Type 224.

### El diseño de Mitchell
El diseño de Mitchell para el Type 224 incluía un ala de gaviota invertida, elegida para acortar las patas del tren de aterrizaje y así reducir la resistencia. Eligió un perfil aerodinámico grueso para el ala, en contraste con el tipo de perfil aerodinámico utilizado en los aviones de carreras del Trofeo Schneider.
El tren de aterrizaje fijo estaba recubierto por grandes carenados. El fuselaje era de construcción monocasco, con un par de armas montadas a cada lado de la cabina y el otro par en los carenados del tren de aterrizaje, que era fijo.
El ala tenía un solo larguero principal. Los condensadores del sistema de refrigeración del motor formaban todo el borde de ataque del ala, la combinación de los dos elementos producía un larguero con forma de 'caja en D' que tenía una alta rigidez torsional. Por detrás del larguero principal, el ala estaba recubierta de tela.[cita requerida]
El Type 224 estaba propulsado por un Goshawk II de 450 kW (600 hp). El sistema de refrigeración por evaporación utilizado por el Goshawk implicaba permitir que el agua de refrigeración alcanzara una temperatura superior a 100 °C sin hervir manteniéndola bajo presión mientras circulaba a través del motor: luego se permitía que esta agua sobrecalentada hirviera liberando la presión, y el vapor resultante luego se enfriaba en un condensador, se recogía como agua y luego se recirculaba a través del motor. El sistema ya se había probado experimentalmente en otros aviones, pero todos eran biplanos y los condensadores y el depósito recolector del agua condensada estaban montados en el ala superior. En el Type 224, los depósitos recolectores estaban en los carenados del tren de aterrizaje y, como el agua condensada estaba casi en el punto de ebullición, era propensa a convertirse en vapor ante cualquier pequeño cambio de presión; esto ocurría frecuentemente en las bombas de agua y causaba que dejaran de funcionar.

### Pruebas y desarrollo posterior
Mitchell no era partidario de la realización de pruebas en túneles de viento, pero el túnel de viento de Vickers fue utilizado para probar aspectos del diseño del Type 224, y los resultados obtenidos indicaron la superioridad de un diseño de ala de gaviota. Se realizaron pruebas en el túnel de viento en un modelo de tamaño real del área de la cabina abierta, para garantizar que el piloto no estuviera sujeto a sacudidas indebidas debido al diseño del parabrisas.
Supermarine presentó información sobre el rendimiento previsto del Type 224 al Ministerio del Aire basándose en los datos del túnel de viento, que sugerían que el avión tendría un buen rendimiento y, en respuesta, el ministerio emitió un contrato de producción para un prototipo. El Type 224 voló por primera vez el 19 de febrero de 1934, pilotado por "Mutt" Summers. Su rendimiento fue decepcionante: la velocidad máxima fue de 367 km/h y tardó 9,5 minutos en ascender a 4600 m (15 000 pies), muy por debajo del rendimiento previsto de 394 km/h de velocidad y ascender hasta los 4600 m (15 000 pies) en 6,6 minutos. El diseño del ala creaba problemas con la estabilidad lateral y se realizaron más pruebas en el túnel de viento antes de finalizar el diseño, cuando Mitchell agrandó el empenaje.

### Destino final
Mitchell inició conversaciones sobre una serie de mejoras para el Type 224 (una nueva disposición de alas, plano de cola y motor) que le darían una velocidad máxima de 426 km/h, pero el Ministerio del Aire decidió que era necesario un nuevo avión, en lugar de una modificación del mismo, en 1933. En enero de 1935 se suspendieron los trabajos. Mitchell estaba decepcionado por el bajo rendimiento del Type 224 y comenzó a dudar de la fiabilidad de los datos producidos por las pruebas en el túnel de viento.
El producto de financiación privada de Gloster fue encargado a mediados de 1935, bajo el nombre de Gladiator, para equipar a la RAF en expansión.
El 25 de mayo de 1937, el avión fue transferido al Establecimiento Experimental de Aeroplanos y Armamento en RAF Martlesham Heath. Terminó su carrera durante el verano de 1937, cuando se utilizó para prácticas de tiro en Orford Ness, Suffolk.

## Legado
El fracaso del Type 224, que se produjo poco después de los éxitos en la carrera Schneider, no hizo que Mitchell perdiera la fe en su capacidad para diseñar un caza. Rediseñó completamente el modelo, produciendo un nuevo diseño con alas rectas y una forma aerodinámica más delgada.
El Ministerio del Aire se dio cuenta rápidamente de que el nuevo diseño de Mitchell era un nuevo avión. Quería un caza diseñado por Mitchell y su equipo, y en enero de 1935 emitió la Especificación F.37/34, con el único propósito de cubrir un nuevo diseño de Supermarine. La especificación, esencialmente un añadido a la especificación F.7/30 que mencionaba la especificación 425a y planos de Supermarine, condujo al diseño del Supermarine Spitfire.
Supermarine había solicitado al Ministerio del Aire que el nombre Spitfire se reservara para el modelo. El nombre fue adoptado, pero a Mitchell no le gustó, y más tarde se abandonó su uso para el Type 224.

## Especificaciones (Type 224)
Referencia datos: Supermarine Aircraft since 1914.

### Características generales
- Tripulación: Uno (piloto)
- Longitud: 9 m (29,4 ft)
- Envergadura: 14 m (45,8 ft)
- Altura: 3,6 m (11,9 ft)
- Superficie alar: 27,4 m² (294,9 ft²)
- Perfil alar: raíz: NACA 0018; punta: RAF 34[20]
- Peso vacío: 1552 kg (3420,6 lb)
- Peso cargado: 2151 kg (4740,8 lb)
- Planta motriz: 1× motor lineal V12 refrigerado por vapor Rolls-Royce Goshawk II.
  - Potencia: 450 kW (620 HP; 612 CV)
- Hélices: Bipala de madera de paso fijo

### Rendimiento
- Velocidad máxima operativa (Vno): 367 km/h (228 MPH; 198 kt) a 4600 m (15 000 pires)
- Techo de vuelo: 11 800 m (38 714 ft) (absoluto)
- Tiempo a altitud: 9 min 30 s para 4600 m (15 000 pires)

### Armamento
- Ametralladoras: 

  - 4x Vickers Mk IV de 7,7 mm

## Aeronaves relacionadas

### Aeronaves similares
- Arado Ar 80
- Dewoitine D.500
- Blackburn F3
- Bristol Type 123
- Bristol Type 133
- Gloster Gladiator
- Gloster SS.19
- Hawker P.V.3
- Westland F.7/30

### Secuencias de designación
- Secuencia Numérica (interna de Supermarine): ← 190 - 221 - 223 - 224 - 226 - 228 - 229 →